# Сан-Педро (Нью-Мексико)
Сан-Педро (англ. San Pedro) — переписна місцевість (CDP) в США, в окрузі Санта-Фе штату Нью-Мексико. Населення — 205 осіб (2020).

## Географія
Сан-Педро розташований за координатами 35°13′41″ пн. ш. 106°11′5″ зх. д. / 35.22806° пн. ш. 106.18472° зх. д. (35.227991, -106.184714).  За даними Бюро перепису населення США в 2010 році переписна місцевість мала площу 25,29 км², уся площа — суходіл.

## Демографія
Згідно з переписом 2010 року, у переписній місцевості мешкали 184 особи в 94 домогосподарствах у складі 45 родин. Густота населення становила 7 осіб/км².  Було 128 помешкань (5/км²).
Расовий склад населення:
| - 90,8 % — білих - 1,6 % — чорних або афроамериканців - 1,6 % — азіатів - 0,5 % — корінних американців - 3,8 % — осіб інших рас |

До двох чи більше рас належало 1,6 %. Частка іспаномовних становила 8,7 % від усіх жителів.
За віковим діапазоном населення розподілялося таким чином: 16,8 % — особи молодші 18 років, 65,3 % — особи у віці 18—64 років, 17,9 % — особи у віці 65 років та старші. Медіана віку мешканця становила 52,0 року. На 100 осіб жіночої статі у переписній місцевості припадало 116,5 чоловіків;  на 100 жінок у віці від 18 років та старших — 106,8 чоловіків також старших 18 років.
Середній дохід на одне домашнє господарство  становив 70 433 долари США (медіана — 59 787), а середній дохід на одну сім'ю — 72 799 доларів (медіана — 58 933). 
Цивільне працевлаштоване населення становило 144 особи. Основні галузі зайнятості: освіта, охорона здоров'я та соціальна допомога — 53,5 %, науковці, спеціалісти, менеджери — 6,9 %, будівництво — 6,3 %.